# Drymeia pribilofensis
Drymeia pribilofensis är en tvåvingeart som först beskrevs av Malloch 1921.  Drymeia pribilofensis ingår i släktet Drymeia och familjen husflugor. Inga underarter finns listade i Catalogue of Life.